# 142-я стрелковая дивизия
142-я стрелковая Грудзяндская Краснознамённая дивизия — воинское соединение Красной Армии СССР.

## История
Формировалась с 19.08.1939 года в Ленинградском военном округе в Малой Вишере на базе стрелкового полка 49-й стрелковой дивизии.
В 1939 году принимала участие в Зимней войне, заняв к 1 декабря Рауту.

### 1941-1943 г.г.
В действующей армии в период Великой Отечественной войны с 22.06.1941 по 30.09.1944 и с 15.10.1944 по 09.05.1945 года.
На 22.06.1941 года дислоцировалась в районе Лахденпохья, к 29.06.1941 года заняла вверенную полосу обороны длиной 59 километров, в том числе труднодоступной местности 10 километров. Вступила в бои 30.06.1941 на основном участке усилий финских войск. К 03.07.1941 года финские войска прорвали оборону дивизии на правом фланге и вклинились в боевые порядки на фронте около 20 километров на глубину 12—15 километров, до 10.07.1941 года дивизия вела контрнаступательные бои и к 10.07.1941 практически восстановила положение на границе, исключая небольшой, 8-километровый плацдарм. Особенно отличился 461-й стрелковый полк, командир которого Трубачёв В. А. удостоен звания Героя Советского Союза уже 25.07.1941 года, а полк был награждён Орденом Ленина.
Новый рубеж обороны дивизии проходил по рубежу Ристилахти, высота 103, высота 162.2, высота 92.0, Мерия, Ийярви, Хухталампи, Лемминко, высота 112.8. Вновь на участке дивизии противник возобновил наступление 31.07.1941 года, к 10.08.1941 года смог прорвать оборону дивизии на стыке её частей, и дивизия была отрезана от основных частей армии. С утра 10.08.1941 дивизией была осуществлена безуспешная попытка прорваться в направлении Янкола — Кексгольм.
В ночь на 12.08.1941 командующим армией было принято решение организованно отвести части в шхерный район Ладоги на остров Килпола. Командующий фронтом К. Е. Ворошилов отменил решение, но скоро согласился, и в период до 23.08.1941 года дивизия судами Ладожской военной флотилии была переброшена в Саунасари и вновь заняла позиции на правом фланге армии, примыкая к Ладожскому озеру, а затем с боями отошла вместе с армией на рубеж старой государственной границы.
С сентября 1941 по 1943 год занимает оборону вдоль берега Лемболовского озера. Штаб дивизии находился в Гарболово.
Когда 12-18.01.1943 года соединились войска Ленинградского и Волховского фронтов, прорвав блокаду Ленинграда, дивизия была введена в состав 67-й армии, и с 20.01.1943 ведёт жестокие бои в районе Синявино. Большие потери понесли 946-й и 461-й стрелковые полки. Дивизия вела бои под Синявино в течение полутора месяцев, затем была возвращена на Карельский перешеек в район между Ладожским и Лемболовским озёрами.

### 1944 год
Летом  1944  года дивизия приняла участие  в  Выборгской наступательной операции Ленинградского фронта.   С 15 по 20 июня 1944 года дивизия в составе 115 ск перешла в преследование отступающих финских частей, заняла районный центр Рауту, крупные населенные пункты Вейхманен,  Метсяпиртти (Запорожское (Ленинградская область)), много мелких населённых пунктов,  20.6.44 г. вышла к водному рубежу Тайпален - Йоки, озеро Суванто- Ярви (Суходольское озеро) . В дальнейшем, сосредоточившись в районе Мялькеля (Зверево (Ленинградская область)),, с 20 6.по 9.7.44 г., боевых действий не ведёт, проводит подготовку к форсированию реки Вуокса.
9 июля 44 г. после  55 минутной артподготовки 142 сд вместе с другими частями 23-й армии начала форсирование реки Вуокса в районе Пааккола  (посёлок Барышево (Ленинградская область)).
Решение комдива 142 сд Сонникова начать переправу за 20 минут  до окончания артподготовки себя оправдало,  части дивизии высадились на левом берегу реки и  сходу  захватили плацдарм, постепенно расширив его до 7 км по фронту и до 2 км в глубину.
Бои на плацдарме носили ожесточенный характер, войска дивизии проявили массовый героизм,  отражая за день  от 8 до 11 контратак противника, пытавшегося ликвидировать захваченный плацдарм, поддерживаемых авиацией и мощной артгруппировкой.
Потери обеих сторон были  значительные. Безвозвратные потери дивизии в июле 44 г. 678 человек..
Согласно директиве Ленинградского фронта командованию 23-й  армии от  15.7.44 г. дальнейшее наступление армии  было остановлено,  директивой предписывалось прервать наступательные операции с 15.7.1944 г., перейти к  жесткой обороне на достигнутых рубежах, 115 ск ( в который входила 142 сд)  вывести в армейский резерв и приступить к подготовке к предстоящей операции.
16.7.44 года дивизия была сменена частями 6-го стрелкового корпуса, выведена в район озера Муолан – Ярви (Глубокое (озеро, Карельский перешеек)), получает пополнение и  проводит подготовку.
С 6.9.44 г. после окончания боевых действий с Финляндией 142 сд в составе  98-го стрелкового корпуса (командир корпуса генерал-лейтенант Анисимов), к 30.10 44 г. передислоцирована в район г. Острув-Мазовецка  (Польша), вошла в состав 2-й ударной армии 2-го Белорусского фронта.

### 1945 год
В 1945 году  142 сд  в составе корпуса участвует в Восточно-Прусской операции,  её составной части Млава- Эльбигенской операции и в Восточно - Померанской операции.
С 14.01.1945 г. дивизия принимает участие в прорыве сильно укреплённой немецкой обороны севернее города  Пултуск, состоявшей  из 2-3 оборонительных линий с промежуточными рубежами. Перейдя в наступление сначала штурмовыми батальонами, затем, введя в бой основные силы, дивизия захватила три траншеи обороны противника. Завязались ожесточённые бои.  15.01.1945 противник  подтянул 7-ю танковую дивизию, для восстановления положения провёл три контратаки силами 60 и 40 танков с поддержкой пехоты.  Особенно тяжелые бои завязались за Тшцинец, противнику удалось потеснить 142 сд,  Тшцинец  три  раза переходил из рук в руки.  15.01.1945 г. дивизия и другие части корпуса перешли в атаку по всему фронту,  16.01.1945 г. противник, опасаясь окружения, начал отвод войск в западном направлении, дивизии  корпуса  начали преследование отходящих немецких войск.  17.01.1945 г. части 142 дивизии подошли в реке Лыдыня,  и были выведены во второй эшелон корпуса.
Особую доблесть в боях 15.01.1945 г. проявил 461 стрелковой полк дивизии (воины этого  полка проявили мужество и героизм при форсировании реки Вуокса и захвате плацдарма на её левом берегу во время Выборгской операции). 461 стрелковый полк за прорыв долговременной обороны севернее г. Пултуск Указом Президиума Верховного Совета СССР от  10.02.1945 г . награждён Орденом Красного Знамени.
20.01.1945 г. дивизия с  корпусом переходит в резерв армии, дислоцируется  Нойхоф (Буркау), озеро Гезерих-зее,  занимает оборону, проводит очистку местности от разрозненных  групп противника в местах дислокации,  готовится к наступлению  в направлении на западный берег реки Висла,  Диршау и Меве.
С конца  января 1945 г. 142 дивизия находится  в оперативном подчинении 2 ударной армии.
С 31.01.1945 г. части 98 ск вели бои заг. Эльбинг и 09.02.1945 г. овладели городом. 142 сд в боях за Эльбинг не участвовала. С 01.03.1955 г. 142 сд   снова вошла в состав 98 ск.
02.03.1945 г. 98 ск получает задачу штурмовать и овладеть блокированным городом Грауденц.
Оборона города была построена из долговременного оборонительного рубежа, состоявшего из густой сети железобетонных долговременных огневых точек (ДОТ) и бронеколпаков, связанных сетью траншей. Общая численность обороняющейся группировки 8000. В городе крепость и каменные строения, приспособленные для обороны.
До начала  02.03.1945 г. главного штурма города 142 сд уже вела ночные атаки на город с юга, её штурмовые группы форсировали канал Германа в городе, при этом овладев несколькими кварталами. 02.03.1945 г. дивизия ввела в бой основные части, вступив в упорные  бои за южный берег реки Тринке. Противник ожесточённо  сопротивлялся, даже при блокировании огневых точек продолжал сопротивление. В боях особенно выделялись штурмовые группы 142 сд, пробивавшиеся к центру города ночью и с рассветом. 05.03.1945 г. 142 сд овладела замком на берегу р. Висла. 05.03.1945 г. город был взят, крепость внутри города обложена, части готовились к её штурму. Противник предпринял попытку прорваться из крепости, но был окружен и частью пленён, частью  уничтожен. 06.03.1945 г. гарнизон крепости во главе с командиром генерал - майором Фринке капитулировал.

Характеристика действий 142 сд при захвате города Грауденц (Грудзёндз). Журнал боевых действий 98 ск

08.03.1945 г. командир корпуса провел разбор боя с командованием дивизий и полков. Он указал, что «особые заслуги при захвате города Грауденц имеет 142 сд, комдив Сонников.  Штурмовые группы частей дивизии не только правильно организационно сформированы, но и твердо и умело руководились офицерским составом в условиях уличного боя. Дивизия своими действиями обеспечивала успех и соседних частей» .
142-я стрелковой  дивизии за овладение г. Грауденц  Приказом Верховного Главнокомандующего   присвоено почётное наименование  Грудзяндская.
После взятия Грауденца части  98 ск  к 13-14.03.1945 г. в условиях снегопада на паромах переправились через реку Висла  и 17.03.1945 г. перешли  в наступление в направлении г. Данциг. 142 сд начала наступление из района Шварценфельде при постоянных контратаках получавшего подкрепления из Данцига противника. Наиболее тяжёлые бои разгорелись на участке Гросс Заалау. Войска дивизии, подпустив противника на близкое расстояние, подбили 1 САУ и нанесли урон немецким войскам.  Бои не затихали ни днём, ни ночью.  23.03.1945 г. противник начал отходить на рубеж реки  Радуня (река).  Пройдя 53 км с боями,  26.03 1945 г. части дивизии вышли на ближние подступы к Данцигу.
В ночь на 28.3.45 г . 281 сд ворвалась на окраину города. 142 сд вела бои за кварталы города, после нескольких попыток,  в ночь на 29.03.1945 г.  461 сп, совместно с частями 281 сд,  форсировал канал Нейэ-Мотлау и продолжил бои за кварталы города  при постоянных контратаках гитлеровцев пехотой, танками и САУ.
30.03.1945 г. противник начал отход из города, ведя упорные бои арьергардами, Важнейшая база германского флота на Балтийском море была взята.
В приказе Верховного Главнокомандующего  № 319 от 30 марта 1945 года  Командующему фронтом Маршалу Рокоссовскому  о разгроме данцигской группы немцев  и взятии города  и крепости Гданьск (Данциг)  упоминаются войска генерала - лейтенанта Анисимова и полковника Сонникова.   
Отличившиеся в боях за Гданьск части 142 сд  отмечены  наградами и удостоены почетного наименования:   588 стрелковый полк награждён Орденом Суворова III ст, 334 артиллерийский полк награждён Орденом Суворова III ст,  461 стрелковому  полку присвоено почётное наименование Гданьский.
После взятия Гданьска части корпуса, продолжали  выполнять задачу по ликвидации противника восточнее Данцига.142 сд наступала,  меняя направление ударов, часто действуя штурмовыми отрядами и ночными отрядами, ведя бои, медленно продвигаясь вперёд. 98 ск  вошёл в оперативное подчинение 5 Гвардейской танковой армии.
К 15.04.1945 г. дивизия остановила наступление и заняла линию обороны на рубеже Вотцляфф, Ландау, Шперлингсдорф,  действий большими силами в этот период не вела .
В конце апреля – в мае 1945 г. дивизия в составе 98 ск проводила передислокации в соответствии с планами командования.
На конец мая 1945 г. дивизия дислоцируется в районе Кезлин .
Расформирована 142 стрелковая дивизия  летом 1945 года.

## Полное наименование
142-я стрелковая Грудзяндская Краснознамённая дивизия

## Подчинение
| Дата            | Фронт (округ)                                                | Армия             | Корпус                  | Примечания                    |
| --------------- | ------------------------------------------------------------ | ----------------- | ----------------------- | ----------------------------- |
| 22.06.1941 года | Ленинградский военный округ                                  | 23-я армия        | 19-й стрелковый корпус  | с 24.06.1941 — Северный фронт |
| 01.07.1941 года | Северный фронт                                               | 23-я армия        | 19-й стрелковый корпус  | -                             |
| 10.07.1941 года | Северный фронт                                               | 23-я армия        | 19-й стрелковый корпус  | -                             |
| 01.08.1941 года | Северный фронт                                               | 23-я армия        | 19-й стрелковый корпус  | -                             |
| 01.09.1941 года | Ленинградский фронт                                          | 23-я армия        | 19-й стрелковый корпус  | -                             |
| 01.10.1941 года | Ленинградский фронт                                          | 23-я армия        | -                       | -                             |
| 01.11.1941 года | Ленинградский фронт                                          | 23-я армия        | -                       | -                             |
| 01.12.1941 года | Ленинградский фронт                                          | 23-я армия        | -                       | -                             |
| 01.01.1942 года | Ленинградский фронт                                          | 23-я армия        | -                       | -                             |
| 01.02.1942 года | Ленинградский фронт                                          | 23-я армия        | -                       | -                             |
| 01.03.1942 года | Ленинградский фронт                                          | 23-я армия        | -                       | -                             |
| 01.04.1942 года | Ленинградский фронт                                          | 23-я армия        | -                       | -                             |
| 01.05.1942 года | Ленинградский фронт(Группа войск Ленинградского направления) | 23-я армия        | -                       | -                             |
| 01.06.1942 года | Ленинградский фронт (Ленинградская группа войск)             | 23-я армия        | -                       | -                             |
| 01.07.1942 года | Ленинградский фронт                                          | 23-я армия        | -                       | -                             |
| 01.08.1942 года | Ленинградский фронт                                          | 23-я армия        | -                       | -                             |
| 01.09.1942 года | Ленинградский фронт                                          | 23-я армия        | -                       | -                             |
| 01.10.1942 года | Ленинградский фронт                                          | 23-я армия        | -                       | -                             |
| 01.11.1942 года | Ленинградский фронт                                          | 23-я армия        | -                       | -                             |
| 01.12.1942 года | Ленинградский фронт                                          | 23-я армия        | -                       | -                             |
| 01.01.1943 года | Ленинградский фронт                                          | 23-я армия        | -                       | -                             |
| 01.02.1943 года | Ленинградский фронт                                          | 67-я армия        | -                       | -                             |
| 01.03.1943 года | Ленинградский фронт                                          | 67-я армия        | -                       | -                             |
| 01.04.1943 года | Ленинградский фронт                                          | 23-я армия        | -                       | -                             |
| 01.05.1943 года | Ленинградский фронт                                          | 23-я армия        | -                       | -                             |
| 01.06.1943 года | Ленинградский фронт                                          | 23-я армия        | -                       | -                             |
| 01.07.1943 года | Ленинградский фронт                                          | 23-я армия        | -                       | -                             |
| 01.08.1943 года | Ленинградский фронт                                          | 23-я армия        | -                       | -                             |
| 01.09.1943 года | Ленинградский фронт                                          | 23-я армия        | -                       | -                             |
| 01.10.1943 года | Ленинградский фронт                                          | 23-я армия        | -                       | -                             |
| 01.11.1943 года | Ленинградский фронт                                          | 23-я армия        | -                       | -                             |
| 01.12.1943 года | Ленинградский фронт                                          | 23-я армия        | -                       | -                             |
| 01.01.1944 года | Ленинградский фронт                                          | 23-я армия        | -                       | -                             |
| 01.02.1944 года | Ленинградский фронт                                          | 23-я армия        | -                       | -                             |
| 01.03.1944 года | Ленинградский фронт                                          | 23-я армия        | -                       | -                             |
| 01.04.1944 года | Ленинградский фронт                                          | 23-я армия        | -                       | -                             |
| 01.05.1944 года | Ленинградский фронт                                          | 23-я армия        | 98-й стрелковый корпус  | -                             |
| 01.06.1944 года | Ленинградский фронт                                          | 23-я армия        | -                       | -                             |
| 01.07.1944 года | Ленинградский фронт                                          | 23-я армия        | 115-й стрелковый корпус | -                             |
| 01.08.1944 года | Ленинградский фронт                                          | 23-я армия        | 115-й стрелковый корпус | -                             |
| 01.09.1944 года | Ленинградский фронт                                          | 23-я армия        | 115-й стрелковый корпус | -                             |
| 01.10.1944 года | Резерв Ставки ВГК                                            | 2-я ударная армия | 98-й стрелковый корпус  | -                             |
| 01.11.1944 года | 2-й Белорусский фронт                                        | 2-я ударная армия | 98-й стрелковый корпус  | -                             |
| 01.12.1944 года | 2-й Белорусский фронт                                        | 2-я ударная армия | 98-й стрелковый корпус  | -                             |
| 01.01.1945 года | 2-й Белорусский фронт                                        | 2-я ударная армия | 98-й стрелковый корпус  | -                             |
| 01.02.1945 года | 2-й Белорусский фронт                                        | 2-я ударная армия | 98-й стрелковый корпус  | -                             |
| 01.03.1945 года | 2-й Белорусский фронт                                        | 2-я ударная армия | 98-й стрелковый корпус  | -                             |
| 01.04.1945 года | 2-й Белорусский фронт                                        | 2-я ударная армия | 98-й стрелковый корпус  | -                             |
| 01.05.1945 года | 2-й Белорусский фронт                                        | 19-я армия        | 98-й стрелковый корпус  | -                             |

## Состав
- 461-й стрелковый ордена Ленина полк
- 588-й стрелковый Краснознамённый полк
- 946-й стрелковый полк
- 701-й стрелковый полк
- 334-й артиллерийский полк
- 260-й гаубичный артиллерийский полк (до 26.12.1941)
- 234-й отдельный истребительно-противотанковый дивизион
- 150-я (?) зенитная батарея (302-й отдельный зенитный артиллерийский дивизион) (до 18.01.1943)
- 192-й (?) миномётный дивизион (с 31.10.1941 по 20.10.1942)
- 172-я разведрота
- 227-й отдельный сапёрный батальон
- 562-й (196-й) отдельный батальон связи (308-я (906-я, 869-я) отдельная рота связи)
- 156-й медико-санитарный батальон
- 145-я отдельная рота химический защиты
- 145-я автотранспортная рота (203-й автотранспортный батальон, 213-я автотранспортная рота)
- 283-я полевая хлебопекарня (150-й полевой автохлебозавод)
- 245-й (284-й) дивизионный ветеринарный лазарет
- 430-я полевая почтовая станция
- 197-я полевая касса Госбанка

## Командиры
- Пшенников, Пётр Степанович (19.08.1939 — 27.04.1940), полковник, с 4.11.1939 комбриг
- Микульский, Семён Петрович (27.04.1940 — 28.09.1941), полковник, с 11.09.1941 генерал-майор
- Парамзин, Владимир Кузьмич (05.10.1941 — 22.11.1942), полковник
- Машошин, Андрей Фёдорович (23.11.1942 — 12.02.1943), полковник
- Романцов, Иван Данилович (14.02.1943 — 08.12.1943), полковник, с 28.04.1943 генерал-майор
- Сонников, Григорий Леонтьевич (09.12.1943 — 09.05.1945), полковник

## Начальники  штаба
- Полковник Бабаев Александр Константинович - с марта 1943 года

## Заместители командира дивизии по политчасти
- Подполковник Джатиев Дмитрий Егорович, погиб  11. 7.1944 года при форсировании Вуоксы
- Подполковник Бондарь  Василий Фёдорович с июля 1944 года

## Награды и почётные наименования
| Награда (наименование)             | Дата                               | За что награждена |
| ---------------------------------- | ---------------------------------- | --- |
| Орден Красного Знамени             | 11.04.1940                         | награждена указом Президиума Верховного Совета СССР от 11 апреля 1940 года за образцовое выполнение боевых заданий командования на фронте борьбы с финской белогвардейщиной и проявленные при этом доблесть и мужество. № ордена 9309. |
| Почётное наименование Грудзяндская | Приказ ВГК № 76 от 26.04.1945 года | За мужество и героизм при взятии города Грудзёндз |

Награды частей дивизии:
- 461-й стрелковый Гданьский Краснознаменный[7] полк
- 588-й стрелковый ордена Суворова[8] полк
- 334-й артиллерийский Краснознаменный ордена Суворова[8] полк

## Отличившиеся воины дивизии
Только за бои в июле 1944 г. и проявленные при этом мужество и героизм в 142-й стрелковой дивизии награждены орденами и медалями  1450 человек.
За форсирование реки Вуоксы из состава 142 сд  к званию Героя Советского Союза представлены 12 человек, среди них комдив Сонников  Г.Л., командир 461 стрелкового полка 142 сд Петухов Н.И., замполит дивизии Джатиев Д.Е. (посмертно), красноармеец  Ефимов И.В., но звания Героя удостоены  8 человек, остальные награждены орденами.
| Награда | Ф. И. О.                       | Должность                                                            | Звание            | Дата награждения | Примечания                                                             |
| ------- | ------------------------------ | -------------------------------------------------------------------- | ----------------- | --- | ---------------------------------------------------------------------- |
|         | Борисюк, Александр Евстафьевич | Командир миномётного взвода 588-го стрелкового полка                 | старший сержант   | Звание Указом Президиума ВС СССР от 24.3.45 г . присвоено за подвиг при форсировании реки Вуокса | Погиб 26.2.1945 г. в бою за город Грауденц (ныне — Грудзёндз, Польша). |
|         | Гончаров, Пётр Фролович        | Командир отделения пулемётной роты 946-го стрелкового полка          | старший сержант   | Звание Указом Президиума ВС СССР от 24.3.45 г . присвоено за подвиг при форсировании реки Вуокса | -                                                                      |
|         | Заходский, Александр Иванович  | пулемётчик 3-го батальона 461-го стрелкового полка                   | красноармеец      | Званием Героя удостоен 25.7.1941 г. за подвиг, совершённый 27-28 июня 1941 г. при отражении наступления финской армии на границу СССР.                                                                                       | Погиб 10.7.1941 г.                                                     |
|         | Иванов, Александр Михайлович   | Стрелок, пулемётчик, начальник радиостанции 461-го стрелкового полка | старший сержант   | Звание Указом Президиума ВС СССР от 24.3.45 г . присвоено за подвиг при форсировании реки Вуокса | -                                                                      |
|         | Кобец, Семён Павлович          | командир взвода 588-го стрелкового полка                             | лейтенант         | Звание Указом Президиума ВС СССР от 24.3.45 г . присвоено за подвиг при форсировании реки Вуокса | -                                                                      |
|         | Осиев, Николай Петрович        | командир роты 588-го стрелкового полка                               | старший лейтенант | Звание Указом Президиума ВС СССР от 24.3.45 г . присвоено за подвиг при форсировании реки Вуокса | -                                                                      |
|         | Потрясов, Пётр Алексеевич      | Стрелок 588-го стрелкового полка                                     | красноармеец      | Звание Указом Президиума ВС СССР от 24.3.45 г . присвоено за подвиг при форсировании реки Вуокса | -                                                                      |
|         | Симанкин, Григорий Филиппович  | Командир стрелкового батальона 461-го стрелкового полка              | капитан           | Звание Указом Президиума ВС СССР от 24.3.45 г . присвоено за подвиг при форсировании реки Вуокса | -                                                                      |
|         | Скворцов, Дмитрий Данилович    | командир роты 461-го стрелкового полка                               | старший лейтенант | Звание Указом Президиума ВС СССР от 24.3.45 г . присвоено за подвиг при форсировании реки Вуокса | -                                                                      |
|         | Трубачёв, Василий Алексеевич   | Командир 461-го стрелкового полка                                    | полковник         | Звание присвоено 25.7.1941 г. С 29 июня по 4 августа в районе города Лахденпохья полк под командованием Трубачёва не позволил противнику перейти государственную границу СССР, при этом противник понёс значительные потери. | -                                                                      |

## Память
- В городе Лахденпохья находится братская могила советских воинов 23-й армии Северного (Ленинградского) фронта, погибших в конце июня — августе 1941 г. при защите северных подступов к Ленинграду в боях против финских войск, вторгшихся на территорию СССР.  В могиле похоронены более 600 воинов,  среди захороненных  воины 142-й  стрелковой дивизии,  в их числе — Герой Советского Союза красноармеец, пулемётчик  461-го полка 142-й дивизии Александр Иванович Заходский

Памятник воинам 23-й армии Ленинградского фронта (Вуокса, 1944 год). На  памятнике  воинам 23-й армии Ленинградского фронта, участвовавшим в боях в июле 1944 года на реке Вуокса,  расположенном  в поселке Барышево, Выборгского района Ленинградской области ( Гончаровское сельское поселение),  на  мемориальной  плите увековечена   142 стрелковая дивизия.
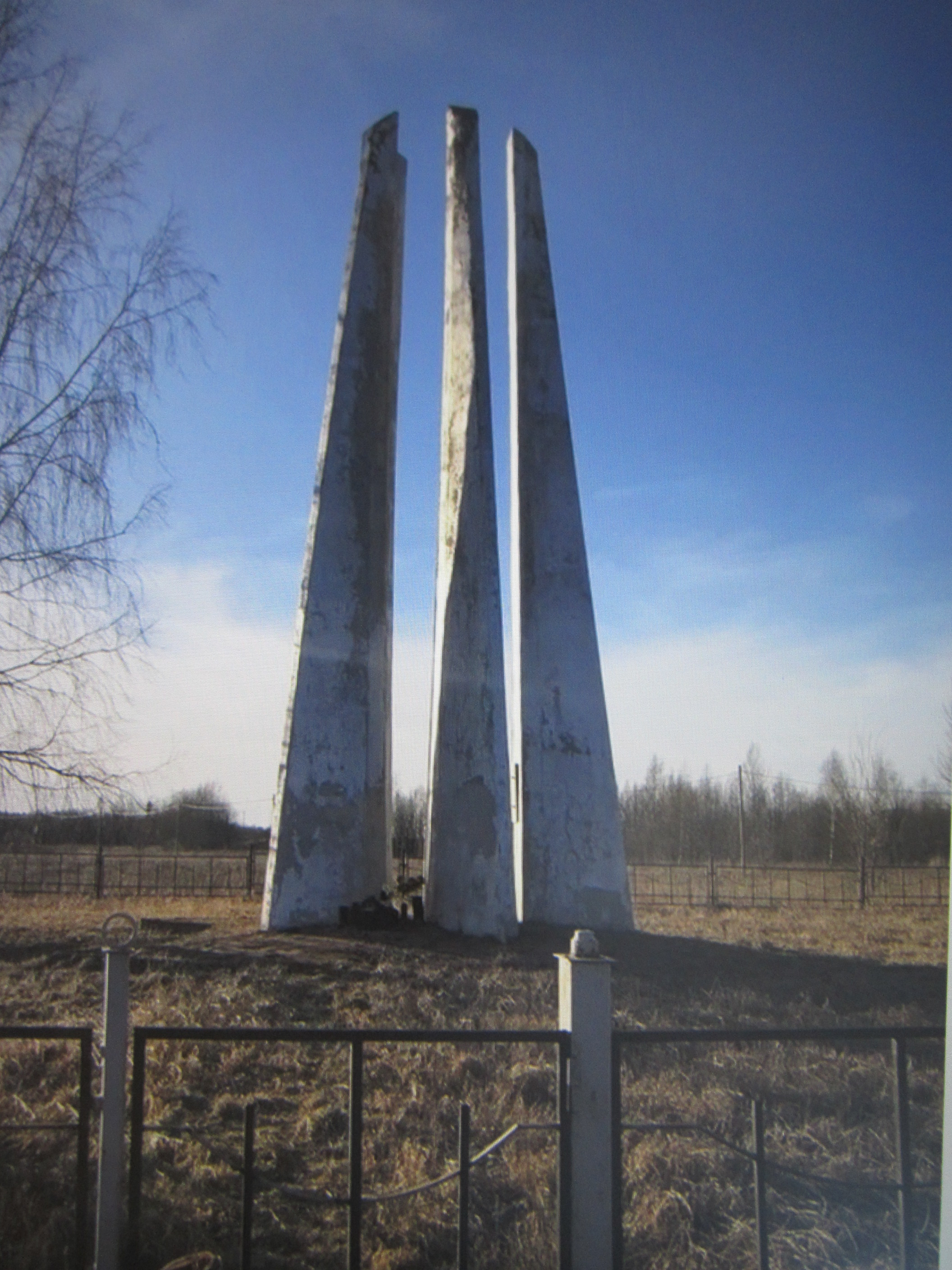
Памятный знак - обелиск  в зоне, где в июне-июле 1944 года сражались и успешно форсировали реку Вуоксу воины 142, 10, 92 стрелковых дивизий и других частей 23 армии Ленфронта. Неофициальное название Мемориала – «Пять штыков». Поблизости – памятное место, где в июле 1944 г. погиб начальник политотдела 142 с.д. Джатиев Д.Е.  Расположение: Ленинградская область, Приозерский район, Ромашкинское сельское поселение (Ленинградская область), в 20 км. к западу от поселка, близ левого, северо-восточного берега реки Вуоксы

- Командиру 142-й стрелковой дивизии полковнику Сонникову Григорию Леонтьевичу за личные заслуги и заслуги  дивизии, которой он командовал в боях на Вуоксе,  20 сентября 1969 года было вручено удостоверение номер один Почётного гражданина города Приозерска
- Школьный музей Лахденпохской средней общеобразовательной школы